# アムール戦線
極東共和国のアムール戦線（ロシア語: Амурский фронт ДВР）は、ザバイカルでのロシア内戦の期間中に存在した、極東共和国の人民革命軍の一戦線である。
この戦線は、1920年4月22日、東ザバイカル戦線のパルチザン編隊の拠点に作られた。活動地域はネルチンスク、ナーチンスキー・ザボッド、スレチェンスク、ブラゴヴェシチェンスク、オノン及びハバロフスクにおよび、根拠地はブラゴヴェシチェンスクに存在した。

## アムール戦線の構成
- 第一ザバイカル騎兵部隊、のち師団（コロタイエフ・ヤコフ（英語版））
- 第一アムール歩兵師団
- 第二アムール歩兵師団
- 第一アムール騎兵旅団

## アムール戦線の実績
戦線の兵は、1920年春にグリゴリー・セミョーノフの白コサックと日本の遠征隊の攻撃をうまく撃退した。その攻撃の目的は、チタから沿海州にかけて「ブラックバッファ」を作成し、極東共和国の設立を阻止するための試みであった。極東共和国と日本の遠征隊との間で緩衝国建設覚書が署名された後、人民革命軍と日本人との間のザバイカルにおける軍事対立は終了し、1920年10月1日、アムール戦線はチタを奪る最終的な作戦を開始した。チタは1920年10月22日に奪られ、グリゴリー·セミョーノフの残りの軍隊は1920年11月1日よりザバイカルから追放された。当時、アムール戦線は人員38,000人、フィールド銃60丁、機関銃191丁、装甲列車6台、戦車10台を組み込んでいた。
1920年11月24日、アムール戦線は第二アムール軍に改編された。

## 最高司令官
- ドミトリー・シロフ（1920年4月22日から1920年8月18日）
- シーメン・セリシェフ（1920年8月18日から1920年11月24日）